# Diana vuole la libertà
Diana vuole la libertà (Adventure in Baltimore) è un film del 1949 diretto da Richard Wallace e dal suo assistente James Anderson, interpretato da Shirley Temple e Robert Young.

## Trama
Nel 1905 la giovane Dinah Sheldon frequenta la scuola d'arte diretta dalla severa miss Ingram. La ragazza, poco portata al formale rispetto della morale dei tempi, manifesta tutto il suo entusiasmo per la corrente politica che propugna il voto alle donne, ritiene di poter indossare due sole sottane al posto delle cinque previste dalla scuola e, imperdonabilmente, pretende di poter studiare e disegnare i nudi artistici. A causa di questi suoi atteggiamenti, ritenuti incompatibili con le severe regole della scuola, la ragazza viene espulsa ed è costretta a fare ritorno a Baltimora dalla sua famiglia. Il padre Andrew Sheldon, pastore protestante presso la comunità, dotato di una visione non convenzionale della vita, perdona facilmente a Dinah l'accaduto, la madre Lily invece, preoccupata per il futuro della ragazza e per il buon nome della propria famiglia, la esorta a tenere atteggiamenti più consoni e accettabili dalla comunità.
Tornata a casa Dinah rivede il suo amico e compagno d'infanzia Tom Wade, del quale è segretamente innamorata. Tom però sembra non gradire gli atteggiamenti eccentrici della ragazza ed anzi le comunica di essersi fidanzato con la più "conformista" Bernice.
La ragazza finge indifferenza e decide di dedicarsi alla pittura, ma dopo essersi avventurata nel parco di un quartiere popolare per dipingere un vagabondo addormentato su una panchina, a causa del quadro viene coinvolta in una rissa tra barboni e arrestata insieme a loro. La ragazza chiede allora aiuto al suo amico Tom il quale usa quasi tutto il denaro di cui dispone per pagare la cauzione a Dinah ed ai quattro barboni arrestati con lei. Il fatto però non passa inosservato e presto i pettegolezzi cominciano a circolare in città, causando un notevole danno d'immagine al padre di Dinah il quale peraltro è tra i candidati alla nomina a vescovo.
Malgrado l'opinione di chi lo circonda il padre di Dinah incoraggia i sogni della ragazza ed anzi le confessa che da giovane aspirava a diventare ballerino. Per ricambiare il favore ricevuto da Tom, la ragazza si offre di scrivere il discorso sul tema dell'uguaglianza che il ragazzo dovrà leggere al "Forum Society". Pur se preoccupato Tom accetta. Dinah adatta un suo vecchio scritto sull'emancipazione femminile e lo consegna a Tom in ritardo, sicché il ragazzo non ha il tempo di esaminarlo prima ed è costretto a leggerlo direttamente al Forum, senza sapere esattamente cosa sta declamando. Dopo la lettura Tom viene sommerso dalle risate e dall'ironia degli ascoltatori che ritengono ridicole le pretese di emancipazione delle donne. Umiliato Tom chiede a Dinah di interrompere la loro amicizia che a suo dire gli ha portato, sin da quando erano ragazzi, sempre e solo danni. Dinah accetta a malincuore, ma poi, per poter restituire i 50 dollari spesi dal ragazzo per la cauzione, decide di partecipare ad un concorso di pittura e chiede proprio a Tom di posare per lei nella rappresentazione dello "Spirito del lavoro". Pur diffidente il ragazzo si lascia ancora una volta convincere e posa in costume da bagno (del 1905) con l'accordo però che il suo volto non sarebbe apparso nel dipinto. Dinah presenta il quadro al concorso e vince il premio di 50 dollari, ma non avendo modificato il volto del ragazzo, la notizia che Tom ha posato "seminudo" per il quadro di Dinah, fa il giro della città e nasce un altro scandalo. Bernice allontana Tom e definisce Dinah una poco di buono. Il ragazzo allora si rende conto del carattere cattivo e bigotto della sua fidanzata e decide di lasciarla definitivamente. Si accorge inoltre di voler bene a Dinah e corre a riferirglielo. La ragazza però, su sollecitazione di sua madre che teme per la carriera del marito, sta lasciando la città diretta a casa di una zia dove soggiornerà per qualche tempo in attesa che le acque si calmino. Tom si offre di accompagnarla, insieme alla madre, alla stazione, ma per strada si scontra con un gruppo di facinorosi che si stava opponendo ad una manifestazione delle suffragette femministe. Dopo lo scontro il gruppo viene arrestato e solo l'intervento del padre di Dinah rende possibile la loro liberazione. Andrew Sheldon che a malincuore aveva acconsentito all'allontanamento di sua figlia stavolta non sente ragioni: non è sua figlia a doversi vergognare, ma l'atteggiamento intransigente e bigotto dei suoi fedeli e così il giorno dopo tiene un sermone in chiesa affrontando l'argomento con decisione e fermezza ed ottenendo così l'orgogliosa ammirazione di tutti i suoi familiari. Lo scandalo è superato e nel frattempo giunge anche la notizia che Andrew Sheldon è stato nominato vescovo della comunità di Baltimora.

## Accoglienza
Al botteghino il film realizzò una perdita di 875000 $.